# Mikhaïl Teplinski
Mikhaïl Iourievitch Teplinski (en russe : Михаил Юрьевич Теплинский), né le 9 janvier 1969 à Mospino dans l'oblast de Donetsk, est un officier russe, héros de la fédération de Russie (1995), colonel-général (2021) et commandant des troupes aéroportées russes (depuis le 16 juin 2022).

## Biographie
Mikhaïl Teplinski est diplômé en 1991 de l'école supérieure de commandement aéroporté de Riazan.
Il sert dans la 106e division aéroportée de la Garde, stationnée à Toula. Il commande un peloton de reconnaissance aéroporté et une compagnie de reconnaissance du 137e régiment aéroporté de la Garde. En 1992-1993, il participe à la résolution du conflit armé en Transnistrie. De décembre 1994 à mars 1995, il participe aux combats de la première guerre de Tchétchénie. Il se distingue dans les combats lors de la traversée de la rivière Sounja. Pendant la période des hostilités, le lieutenant principal Teplinski a éliminé personnellement environ 30 combattants ennemis. Pour le courage et l'héroïsme manifestés lors de l'exécution d'une tâche spéciale, par décret du président de la fédération de Russie du 1er mars 1995, le lieutenant principal Teplinski reçoit le titre de héros de la fédération de Russie.
Alors qu'il est encore en Tchétchénie, il reçoit une promotion en grade et en poste : il devient capitaine et chef du renseignement du régiment de parachutistes.
En 1999, il est diplômé de l'Académie interarmes des forces armées de la fédération de Russie.
À partir de 1999, il commande un bataillon de parachutistes et participe à la seconde guerre de Tchétchénie. Transféré à la 76e division aéroportée de la Garde à Pskov, il est chef d'état-major et commandant du 234e régiment aéroporté de la Mer Noire de la Garde. En octobre 2002, il est nommé commandant adjoint de la 76e division aéroportée de la Garde, et à partir de 2003, il en est le chef d'état-major au rang de colonel de la Garde (2002).
En 2007, il est diplômé de l'Académie militaire de l'état-major général des forces armées de la fédération de Russie.
En juin 2007, il est nommé chef du 212e centre de formation de la Garde (district militaire de Sibérie, oblast de Tchita). À partir de juin 2009, il est chef d'état-major et 1er commandant adjoint de la 20e armée combinée de la Garde du district militaire ouest (village de Moulino, oblast de Nijni Novgorod). Teplinski obtient le grade de major-général en 2012.
À partir du 19 février 2013, il est commandant de la 36e armée interarmes du district militaire est, il passe au grade de lieutenant-général le 13 décembre 2014. En mai 2015, il est nommé chef d'état-major des troupes territoriales du district militaire sud.
Selon la direction générale du renseignement du ministère de la Défense ukrainien, il a fourni un soutien aux forces armées de la RPD et de la LPR autoproclamées.
Le 14 mars 2017, par décret du président de la fédération de Russie, il est nommé chef d'état-major du district militaire sud - premier commandant adjoint du district militaire sud.
Le 5 avril 2019, il est nommé chef d'état-major - premier commandant adjoint de la district militaire central.
Par décret du président de la Russie du 8 décembre 2021 no 694, Teplinski reçoit le grade militaire de colonel-général.

## Guerre en Ukraine
Le 16 juin 2022, Teplinski est nommé commandant des troupes aéroportées de la fédération de Russie. Il en aurait été démis en janvier 2023 d'après les renseignements britanniques, mais, après sa confirmation à ce poste en avril 2023 par le porte-parole du gouverment russe Dmitri Peskov, le gouvernement britannique indique que son retour à un rôle majeur en Ukraine ainsi que sa « carrière turbulente » sont symptomatiques de tensions au sein de l'état-major russe. En effet, bien que Valeri Guerassimov conserve formellement son titre de chef d'état-major en Ukraine à la suite de la rébellion du groupe Wagner, sa disparition médiatique engendre des rumeurs concernant son remplacement de facto par le général Teplinski.